# Ibertioga
Ibertioga es un municipio brasilero del estado de Minas Gerais. Su población estimada en 2004 era de 5.287 habitantes.

## Historia
Fundación: 1962. Altitud: 1.032m. Población: 5.287 habitantes. Área Total: 354,5 km². Densidad Demográfica: 13,94hab/km². CEP: 36225-000.